# Čimelice
Čimelice település Csehországban, Píseki járásban. Čimelice Nerestce, Rakovice, Nevězice, Smetanova Lhota és Králova Lhota településekkel határos. Lakosainak száma 1019 fő (2024. január 1.).

## Népesség
A település lakosságának változását az alábbi diagram mutatja:
| Lakosok száma | 1176 | 1190 | 1105 | 936  | 1033 | 1045 | 964  | 959  | 977  | 1019 |
|               | 1869 | 1890 | 1921 | 1950 | 1980 | 2001 | 2017 | 2019 | 2022 | 2024 |